# Lista över städer i Västbengalen
Lista över de 32 största städerna i indiska delstaten Västbengalen, i storleksordning efter folkmängden 2001
1. Calcutta 4 580 544
2. Haora 1 008 704
3. Durgapur 492 996
4. Asansol 486 304
5. Siliguri 470 275
6. Bhatpara 441 956
7. South Dum Dum 392 150
8. Maheshtala 389 214
9. Panihati 348 379
10. Rajpur Sonarpur 336 390
11. Kamarhati 314 334
12. Kulti 290 057
13. Bardhaman 285 871
14. Rajarhat Gopalpur 271 781
15. Bally 261 575
16. Baranagar 250 615
17. Barasat 231 515
18. North Dum Dum 220 032
19. Naihati 215 432
20. Kharagpur 207 984
21. Ulubaria 202 095
22. Shrirampur 197 955
23. Haldia 170 695
24. Hugli-Chunchura 170 201
25. Bidhannagar 167 848
26. Raiganj 165 222
27. Chandannagar 162 166
28. Ingraj Bazar 161 448
29. Baharampur 160 168
30. Madhyamgram 155 503
31. Midnapur 153 349
32. Uttarpara-Kotrung 150 204